# アスタラクシュミ・シャキャ
アスタラクシュミ・シャキャ（Astha Laxmi Shakya, 1953年 - ）は、ネパールの政治家。統一共産党の中央委員。党の方針で一時入閣を保留していたが、2008年8月31日、プラチャンダ内閣の工業大臣として入閣。